# Gottlieb Daimler

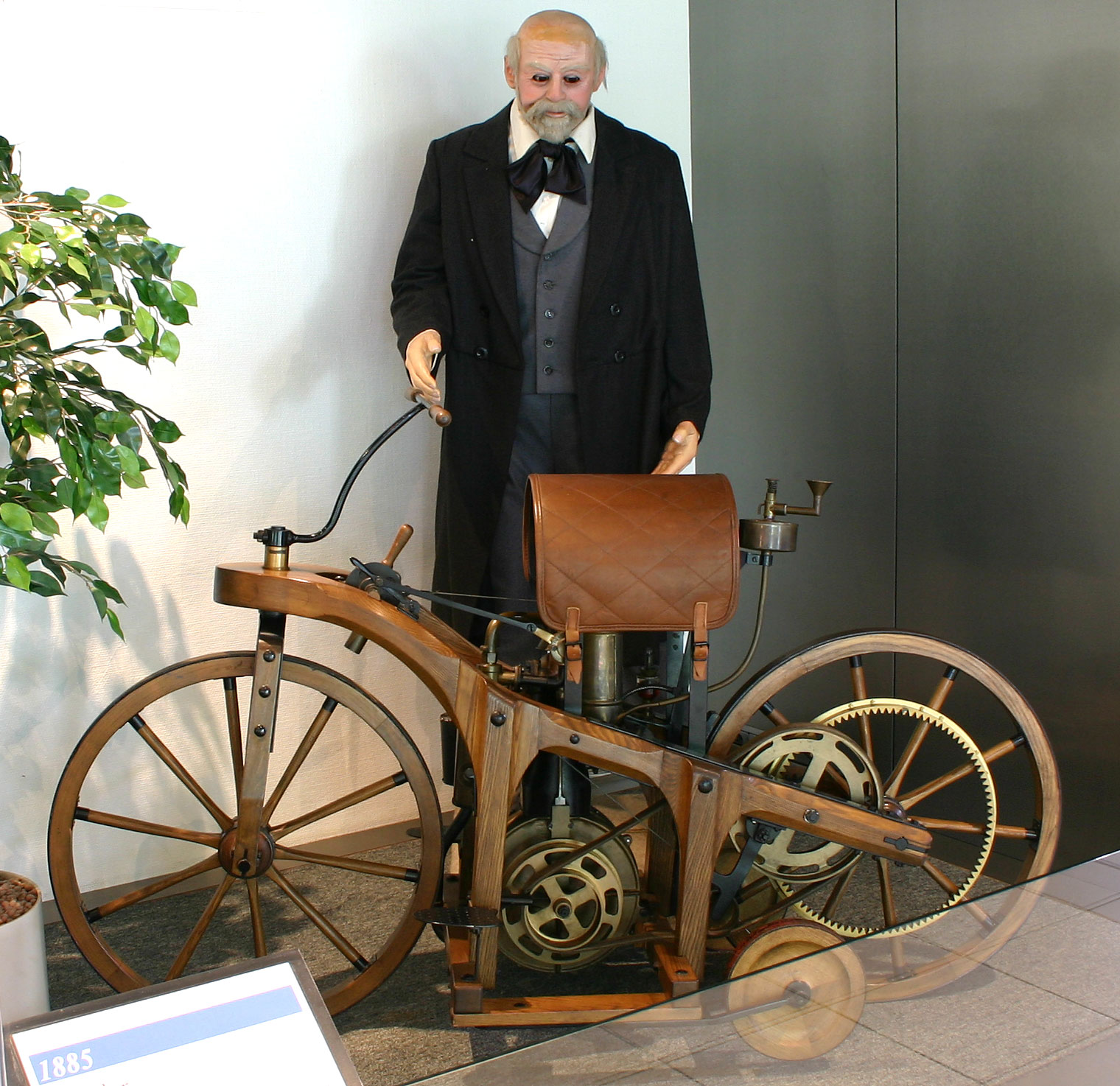
Replika motocykla Daimlera

Gottlieb Wilhelm Daimler (właściwie Gottlieb Däumler; ur. 17 marca 1834 w Schorndorf, zm. 6 marca 1900 w Stuttgart-Bad Cannstatt) – niemiecki inżynier, konstruktor i przemysłowiec.
Wspólnie z Wilhelmem Maybachem (1846–1929) zbudował jednocylindrowy czterosuwowy silnik spalinowy, a jako paliwo zastosowali benzynę.

## Życiorys
Gottlieb Daimler urodził się jako Gottlieb Wilhelm Daimler 17 marca 1834 roku w Schorndorfie w Wirtembergii. Jego ojciec Johannes Däumler (1801–75) był tamtejszym mistrzem piekarskim w Schorndorfie.
Po ukończeniu w wieku 14 lat szkoły podstawowej podjął w 1848 roku naukę w zawodzie rusznikarza, którą ukończył po 4 latach egzaminem czeladniczym, prezentując pistolet kieszonkowy. W latach 1852–1853 kontynuował naukę w królewskiej szkole zawodowej, gdzie został zauważony przez Ferdinanda von Steinbeisa (1807–1893), który zarekomendował Daimlera do stypendium finansującego zagraniczną praktykę zawodową. W latach 1853–1857 Daimler pracował w zakładach maszynowych w Graffenstaden w Alzacji.
Po 5 latach pracy w fabryce maszyn podjął studia w zakresie inżynierii mechanicznej w Szkole Politechnicznej (obecnie Universität Stuttgart) w Stuttgarcie. Po ukończeniu studiów powrócił w 1859 roku do zakładów w Graffenstaden.
W latach 1860–1862 odbył liczne podróże studialne do Paryża, Leeds, Manchesteru i Coventry. Celem wyprawy do Paryża, w której towarzyszył mu Max Eyth (1836–1906), były studia nad silnikiem spalinowym wynalezionym w 1860 roku przez Étienne Lenoira (1822–1900).
Po powrocie, Daimler w 1862 roku podjął pracę jako konstruktor w fabryce wyrobów metalowych w Geislingen an der Steige. W 1865 roku, z uwagi na brak możliwości realizacji własnych pomysłów, zrezygnował z posady. W tym samym roku został kierownikiem fabryki maszyn w Reutlingen, gdzie po raz pierwszy zetknął się z Wilhelmem Maybachem (1846–1929).
W 1867 roku Daimler poślubił Emmę Kurz (1843–89), z którą miał pięcioro dzieci – trzech synów i dwie córki.
W tym samym roku, za wstawiennictwem Steinbeisa, Daimler został wysłany jako przedstawiciel rządu Wirtembergii do Paryża, gdzie zapoznał się z silnikiem Nikolausa Otto (1832–1891) wyprodukowanym przez Gasmotorenfabrik Deutz.
W 1869 roku został członkiem zarządu wszystkich warsztatów „Karlsruher Maschinenbaugesellschaft” w Karlsruhe. Wkrótce dołączył do niego Maybach jako kreślarz techniczny.
W 1872 roku Nikolaus Otto powierzył Daimlerowi kierownictwo wydziału produkcyjnego w Fabryce Silników Spalinowych Gazowych Gasmotorenfabrik Deutz. Wkrótce do Daimlera dołączył Maybach, któremu powierzono kierownictwo biura projektowego. Wówczas wspólnie z Maybachem dopracowali silnik spalinowy systemu Otto do produkcji seryjnej. Po kłótni z Nikolausem Otto Daimler, a za nim Maybach, opuścili przedsiębiorstwo w 1882 roku i rozpoczęli pracę na własną rękę.
W 1882 roku Daimler założył własny warsztat doświadczalny w Cannstatt celem opracowania projektu małego silnika benzynowego dużej mocy, który zastąpiłby powszechnie stosowane silniki na gaz miejski, o dużych gabarytach i odpowiednio znacznym ciężarze. Po roku prac rozwojowych prowadzonych wspólnie z Maybachem mieli gotowy
jednocylindrowy czterosuwowy silnik spalinowy, a jako paliwo zastosowali benzynę. Wybór benzyny jako paliwa nie był oczywisty, znane były różne frakcje ropy naftowej, a w powszechnym użyciu były oliwa z oliwek oraz olej rzepakowy. Daimler opatentował silnik w 1883 roku. Silnik Daimlera żartobliwie określano mianem „stojącego zegara”.
Dalszym ich wynalazkiem w roku 1885 był motocykl, jeden z pierwszych na świecie (w tym samym roku pionierską maszynę, która również jest uznawana za przodka motocykla, przedstawił angielski inżynier Edward Butler). Jazdę próbną przeprowadził najstarszy syn Daimlera – Paul Daimler (1869–1945), który później specjalizował się w silnikach samolotowych.
Ażeby umożliwić sprzedaż wytwarzanych silników spalinowych, Daimler zlecił w latach 1886–1889 Maybachowi opracowanie konstrukcji samochodu. Powstał pierwszy samochód czterokołowy. W 1887 Daimler założył w Cannstatt fabrykę produkującą silniki spalinowe i pojazdy mechaniczne.
W 1890 roku Daimler przekształcił przedsiębiorstwo w spółkę Daimler-Motoren-Gesellschaft, zachowując jedną trzecią udziałów. Firma do 1895 roku koncentrowała się na produkcji silników. W 1894 roku samochód z silnikiem Daimlera wygrał pierwszy na świecie wyścig samochodowy z Paryża do Rouen.
W 1892 roku Daimler ponownie wspólnie z Maybachem opracował konstrukcję dwucylindrowego silnika rzędowego.
Po śmierci żony w 1889 roku, Daimler ożenił się ponownie w 1893 roku – z drugą żoną, Liną Schwend, miał dwójkę dzieci.

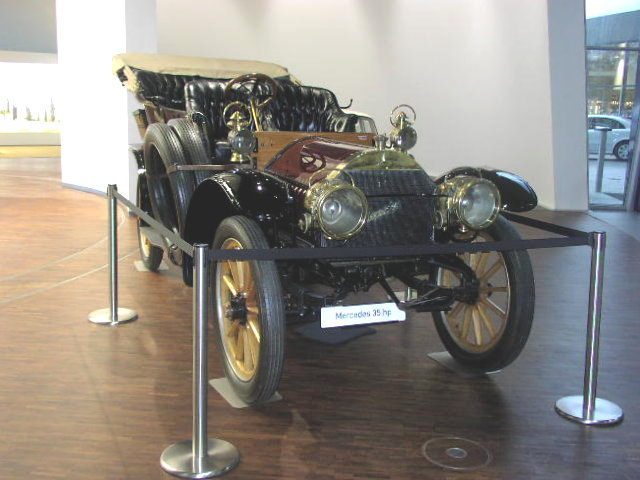
Mercedes 35 PS, Mercedes-Benz Welt

W 1899 roku Daimler zlecił Maybachowi opracowanie konstrukcji samochodu wyścigowego i w 1901 roku wyprodukował pierwsze auto marki Mercedes – Mercedes 35 PS, w którym zastosowano techniczne rozwiązania nowoczesnego samochodu. Austriacki przedsiębiorca Emil Jellinek (1853–1918), który był przedstawicielem Daimlera na Lazurowym Wybrzeżu, zagwarantował firmie sprzedaż 36 samochodów pod warunkiem, że Daimler wyprodukuje nowe auto według jego specyfikacji, zdolne do wygrania wyścigu z konkurencyjnymi autami francuskimi. Ponadto aby nie zrazić francuskich klientów niemiecką nazwą, nowy wóz miał nazywać się Mercedes od imienia córki Jellinka – Mercédès Jellinek (1889–1929), która słynęła z piękności wśród zamożnych Francuzów na riwierze. Firma przystała na warunki i skonstruowała samochód z czterosuwowym silnikiem o mocy 35 koni mechanicznych, innowacyjnym systemem chłodzenia i skrzynią biegów (które stosowane są do dziś). Jellinek wygrał wyścig, a samochód szybko zyskał popularność.
Gottlieb Daimler zmarł 6 marca 1900 w wieku lat 65 w Cannstatt.

## Upamiętnienie
- Na cześć Daimlera nazwano jedną z gór na Ziemi Grahama na Antarktydzie – Mount Daimler(inne języki)[6].
- Ulice nazwane na cześć Daimlera znajdują się w siedmiu polskich miejscowościach – Warszawie (w dzielnicy Włochy), Sosnowcu, Jaworze, Emilianowie, Komornikach, Golęczewie i Złotkowie[7].